# Chucena
Chucena er en by og kommune i det sydvestlige Spanien i provinsen Huelva. Den har et indbyggertal på 2.238 (2024) indbyggere.